# Friderike Elisabeth von Grabow
Friderike Elisabeth von Grabow, geb. von der Kettenburg (* 1705; † 7. Juli 1779 in Güstrow) war eine deutsche Dichterin und Erzieherin.

## Leben
Friderike Elisabeths Vater Hans Friedrich von der Kettenburg war Gesandter am kaiserlichen Hof in Wien, wo sie aufwuchs. Sie heiratete den Hofgerichtsassessor Friedrich Wilhelm von Grabow in Güstrow. Nachdem sie nach kurzer Ehe 1746 Witwe geworden war, berief Herzogin Elisabeth Albertine sie zur Erzieherin der beiden Prinzessinnen Christiane und (Sophie) Charlotte, der späteren Königin von England.
Der britische Reisende Thomas Nugent, der sie 1766 in Güstrow traf, beschrieb sie in seinen Reiseberichten. Auf ihn geht die in Lebensbeschreibungen Charlottes häufig zu lesende Bezeichnung der Frau von Grabow als Sappho von Deutschland zurück. 1753 nahm die Deutsche Gesellschaft zu Greifswald sie als Mitglied auf.

## Werke
- Freye Betrachtungen über die Psalmen Davids in Versen. Lübeck und Leipzig 1752; Vorwort von Sabine Elisabeth Oelgard von Bassewitz

Digitalisat, Universitätsbibliothek Rostock